# Châtelus-le-Marcheix
Châtelus-le-Marcheix è un comune francese di 375 abitanti situato nel dipartimento della Creuse nella regione della Nuova Aquitania.

## Società

### Evoluzione demografica
Abitanti censiti